# Axiothella tambalagamensis
Axiothella tambalagamensis är en ringmaskart som beskrevs av Pillai 1961. Axiothella tambalagamensis ingår i släktet Axiothella och familjen Maldanidae. Inga underarter finns listade i Catalogue of Life.